# 민주주의 후퇴

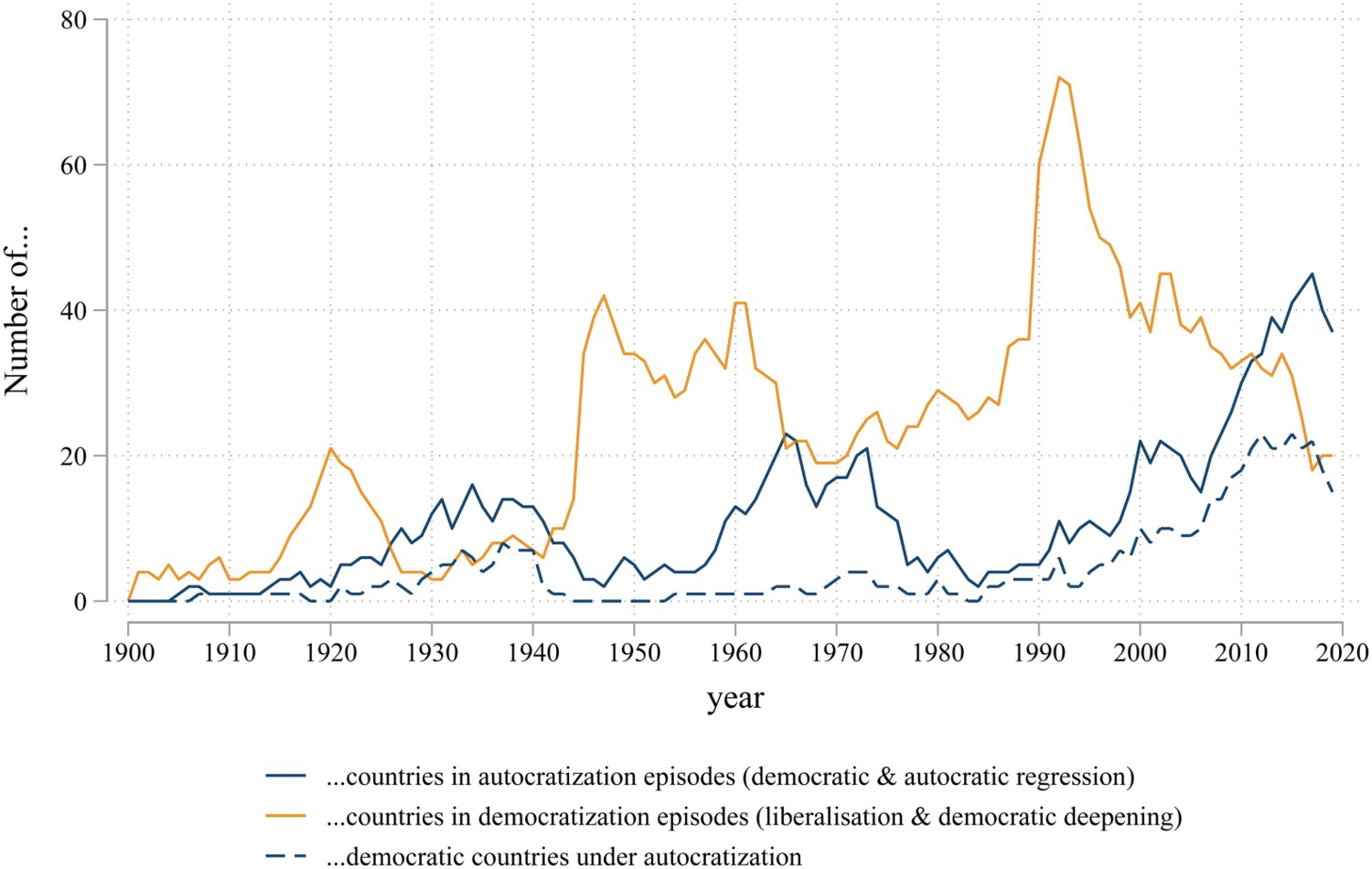
2010년경부터 독재화하는 국가(파란색)의 수가 민주화하는 국가(노란색)의 수보다 많아졌다.

민주주의 후퇴(democratic backsliding), 민주주의 퇴보 또는 독재화(autocratization)는 정치 권력의 행사가 더욱 자의적이고 억압적이 되는 독재 정권으로의 정권 교체 과정이다. 이 과정은 일반적으로 정부 선출 과정에서 대중의 경쟁과 정치적 참여를 위한 공간을 제한한다. 민주주의 후퇴는 권력의 평화로운 이양이나 자유롭고 공정한 선거와 같은 민주주의 기관의 약화 또는 민주주의를 뒷받침하는 개인의 권리, 특히 표현의 자유의 침해를 포함한다. 민주주의 후퇴는 민주화의 반대이다.
민주주의 후퇴의 제안된 원인에는 경제적 불평등, 만연한 문화전쟁, 사회 변화에 대한 문화보수주의적 반응, 포퓰리즘 또는 개인주의 정치, 강대국 정치의 외부 영향이 포함된다. 위기 동안 퇴보는 지도자들이 비상 사태 동안 위기의 심각성에 비해 불균형하거나 상황이 개선된 후에도 그대로 유지되는 독재적 규칙을 부과할 때 발생할 수 있다.
냉전 동안 민주주의 후퇴는 쿠데타를 통해 가장 자주 발생했다. 냉전 종식 이후 민주주의의 후퇴는 개인주의적 지도자나 정당이 선출되면서 더 자주 발생했으며, 이들은 이후 민주주의 제도를 해체했다. 20세기 후반의 제3의 민주화 물결 동안 많은 새로운, 제도가 약하게 구축된 민주주의가 수립되었다. 이러한 정권은 민주주의의 후퇴에 가장 취약했다. 제3의 독재화 물결은 자유주의 민주주의의 수가 사상 최고였던 2010년부터 계속되고 있다. 1900년~2023년 동안의 모든 독재화 에피소드의 절반 이상은 독재화가 이후의 민주화와 밀접하게 이어지고 연결되는 U턴 형태를 띠고 있다.

## 같이 보기
- 미끄러운 비탈길 논증